# Luca Piemonte
Luca Piemonte (Gorizia, 11 de noviembre de 1978) es un deportista italiano que compitió en piragüismo en la modalidad de aguas tranquilas. Ganó una medalla de bronce en el Campeonato Mundial de Piragüismo de 2005, y dos medallas de bronce en el Campeonato Europeo de Piragüismo en los años 2002 y 2008.
Participó en los Juegos Olímpicos de Pekín 2008, donde finalizó cuarto en la prueba de K4 1000 m.

## Palmarés internacional
| Campeonato Mundial | Campeonato Mundial | Campeonato Mundial | Campeonato Mundial |
| Año                | Lugar              | Medalla            | Evento             |
| ------------------ | ------------------ | ------------------ | ------------------ |
| 2005               | Zagreb (Croacia)   | Medalla de bronce  | K4 500 m           |
| Campeonato Europeo |                    |                    |                    |
| Año                | Lugar              | Medalla            | Evento             |
| 2002               | Szeged (Hungría)   | Medalla de bronce  | K4 500 m           |
| 2008               | Milán (Italia)     | Medalla de bronce  | K4 1000 m          |